# L'undicesima ora (romanzo)
L'undicesima ora è l'undicesimo romanzo poliziesco scritto da James Patterson della serie di libri con protagonista Lindsay Boxer, detective della polizia di San Francisco. Il ciclo che ha come personaggio principale il detective Boxer, verrà ribattezzato le donne del Club Omicidi proprio dal nome del club fondato dal detective Boxer e dalle sue amiche. In questo undicesimo romanzo (l'ottavo in cui la coautrice è Maxine Paetro) i traduttori italiani hanno ripreso il titolo originale che riporta il numero progressivo del romanzo all'interno della serie, cosa già accaduta per altri romanzi.

## Trama
A San Francisco un “giustiziere” sta facendo strage di piccoli trafficanti di droga mentre le teste di sette donne vengono rinvenute nella storica residenza di uno dei più amati attori americani. Lindsay Boxer deve indagare sui due casi di omicidi multipli, ma fiaccata dalla gravidanza ed in crisi per il suo matrimonio che sembra alla fine, la detective stenta a risolverli. Le amiche di Lindsay si troveranno catapultate nelle indagini. 